# Pamendanga luzonensis
Pamendanga luzonensis är en insektsart som först beskrevs av Frederick Arthur Godfrey Muir 1917.  Pamendanga luzonensis ingår i släktet Pamendanga och familjen Derbidae. Inga underarter finns listade i Catalogue of Life.